# 本石倉車站
本石倉車站 （日语：／ Hon-ishikura eki */?）是一由北海道旅客鐵道（JR北海道）所經營的鐵路車站，位於日本北海道茅部郡森町，是JR北海道函館本線沿線的一個無人小站。本石倉車站屬於JR北海道函館支社的管理範圍，並由森車站代管。
因使用人數持續不足，2022年3月12日起隨時間表改正而遭廢站。

## 車站結構
對向式月台2面2線的地面車站。沒有站舍，月台上設有候車室。森站管理的無人站。

## 相鄰車站
北海道旅客鐵道（JR北海道）
■函館本線
普通
森（H62）－（石谷信號場）－本石倉（H59）－石倉（H58）

## 外部連結
- JR北海道本石倉站 （页面存档备份，存于） （日語）